# Paranoot
De paranoot is de noot (een vrucht met verhoute vruchtwand) van Bertholletia excelsa, een boom uit de familie Lecythidaceae. De boom komt van nature voor in Zuid-Amerika: in Suriname, Guyana, Venezuela, Brazilië, Colombia, Peru en Bolivia. De soort groeit veel langs de oevers van de Amazone, Rio Negro, Rio Vaupés en Orinoco, op plaatsen die niet worden overstroomd, bij een gemiddelde jaartemperatuur van 28 °C. Het is een van de grootste bomen uit het regenwoud met een hoogte tot 50 meter, een kroondiameter tot 35 m en een stamdiameter tot 2 m. De boom kan meer dan 500 jaar oud worden.

## Bestuiving en dispersie

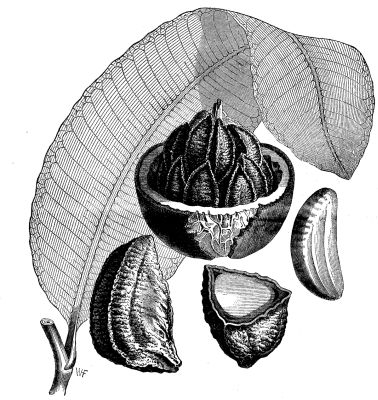
Weergave van de paranoot, in Scientific American van 1887

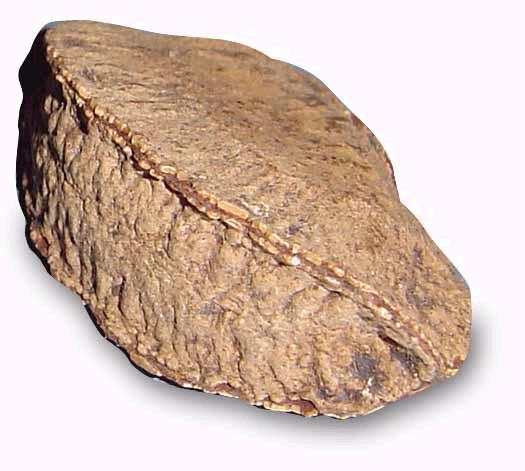
Paranoot

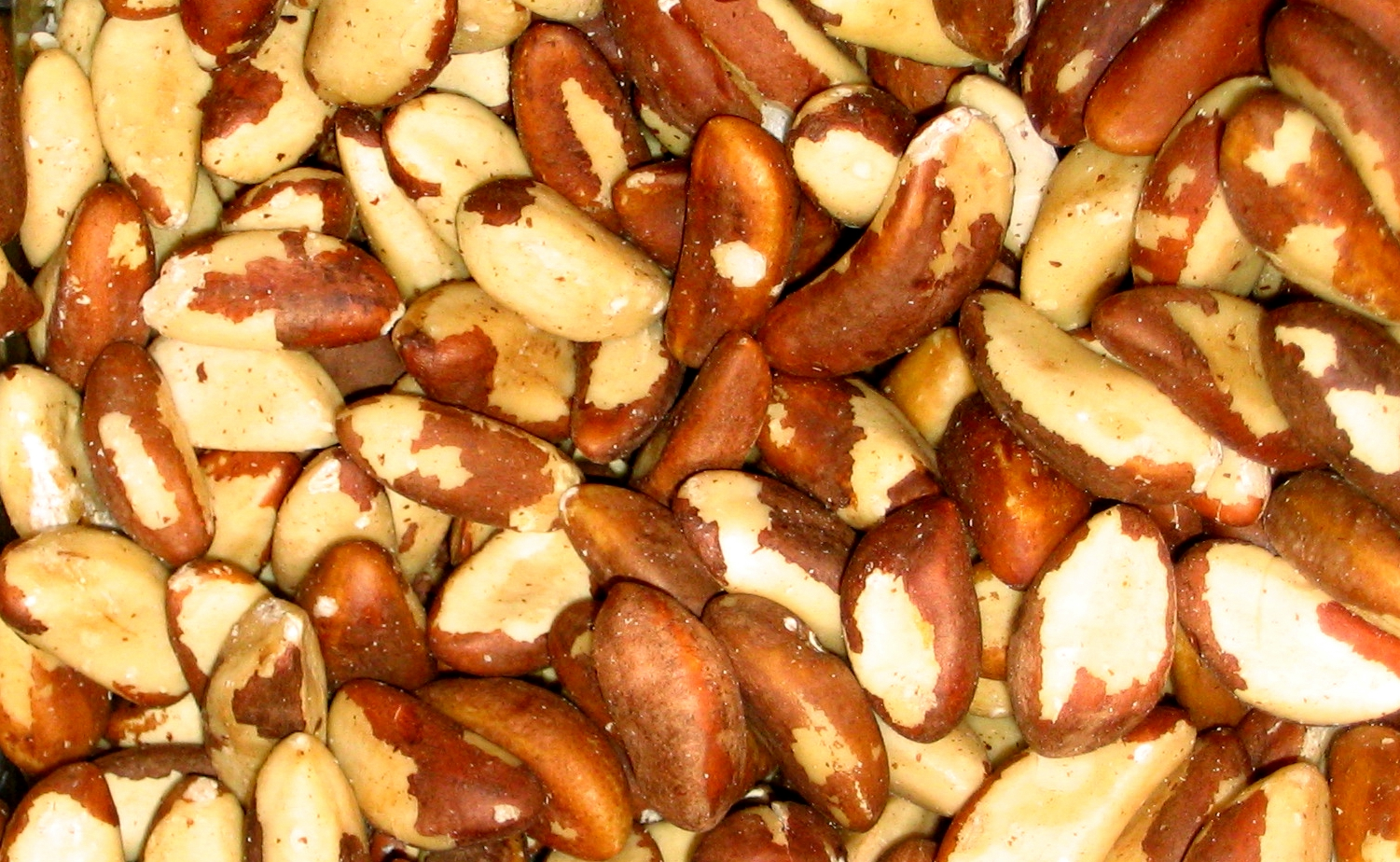
Gepelde paranoten

Het duurt 10 tot 25 jaar voordat een boom vruchten draagt. Voor de voortplanting is de paranoot afhankelijk van symbiose met een orchidee. Deze orchidee, die in de takken van de boom groeit, scheidt een geur af die darren van orchideebijen aantrekt. Daar komen de vrouwtjes op af, gespecialiseerde bestuivers die op hun beurt voor de bestuiving zorgen. Nadat deze heeft plaatsgevonden duurt het nog 14 maanden voordat de vrucht van de paranoot gerijpt is en rijp van de boom valt. Agoeti's zijn de enige dieren die de keiharde vruchten open krijgen. Zij voeden zich met de noten. De gegeten noten zijn niet meer levensvatbaar, maar kleine voorraden worden begraven (en soms opgegraven en elders herbegraven)  en zo zorgen de agoeti's voor de verspreiding.

## Paranoten
De vrucht van de paranoot is hard, kegelvormig, weegt zo'n 2 kg en heeft een diameter van 10 tot 15 cm. In deze vrucht bevinden zich 10 - 25 paranoten. De boom wordt nauwelijks geteeld. De productie komt bijna geheel van in het wild verzamelde noten uit Brazilië, Peru en Bolivia. Bolivia is de grootste producent. De paranoot is gevoelig voor een schimmelsoort, die de kankerverwekkende stof aflatoxine afscheidt.
In Brazilië noemt men de paranoot 'castanhas do Pará', naar de provincie Pará. De Nederlandse naam is hiervan afgeleid. Paranoten zijn ook bekend onder de naam Brazielnoten of Amazonianoten.

## Paranoten en voeding
Paranoten worden o.a. gebruikt in studentenhaver, ontbijtgranen en muesli. Ze bevatten 65% vet, 17% eiwit en 9% koolhydraten. Ze zijn daarnaast een goede bron van de antioxidanten seleen en vitamine E. Ook bevatten ze de mineralen magnesium, zink, calcium en ijzer.

### Risico's
Paranoten bevatten onder meer radium en selenium.
De hoeveelheid radium, een radioactief element, in paranoten is 1000 keer hoger dan in andere voedingsmiddelen, al is de absolute hoeveelheid per eenheid gewicht zeer klein, resulterend in een straling van ongeveer 40-260 Bq/kg. Het merendeel van de door het eten van paranoten ingenomen hoeveelheid radium, wordt niet door het lichaam opgenomen. In vergelijking met de natuurlijke straling die we als gevolg van natuurlijke oorzaken dagelijks ontvangen, is de hoeveelheid nog steeds klein. Het eten van paranoten biedt dan ook geen direct risico voor de gezondheid.
Paranoten bevatten een hoog gehalte aan seleen. Per 100 gram bevatten ze bijna 3500% van de aanbevolen dagelijkse hoeveelheid.